# MV RegClean
MV RegClean é um programa grátis ("freeware") que permite verificar e limpar o registro do Windows, o deixando mais rápido. Disponível exclusivamente para Windows. 
Desenvolvido por Marcos Velasco, um desenvolvedor fluminense. O programa é um dos mais populares no Brasil, sendo baixado quase 4 milhões de vezes no portal SuperDownloads e no momento ocupa a 7º colocação na classificação de programas mais baixados (mais 32.000 transferências em uma semana) através deste portal.
No Download.com do CNET se acumulam mais de 20 mil transferências do programa.

## Funções
Com o passar do tempo com a instalação e desinstalação de programas, o registro do Windows vai inchando constantemente e o resultado disso é a notável perda de desempenho e o mal funcionamento do sistema. Entradas não usadas se acumulam no registro. O Windows não possui nenhuma ferramenta nativa para a limpeza e manutenção do registro, tarefa a qual é necessária realizar com uma ferramentas de terceiros.
É possível realizar uma cópia de segurança, antes de efetuar o apagamento das entradas/chaves no registro. Caso haja algum problema após a realização da limpeza, basta restaurar o backup.
Há também uma versão para pendrives disponível, chamada de "portable" ou portátil em português.

## Gratuito?
Apesar de gratuito, o programador sugere a doação de dinheiro pelos usuários para cobrir os custos da manutenção do software. Não doadores visualizam anúncios embutidos na janela do MV RegClean. Tal prática é comum em programas gratuitos, uma vez que nada é de graça nesse meio e um programa precisa ser mantido, muitas das vezes por um único programador, o qual precisa de verba para hospedagem, anúncios comerciais, pagar o domínio, etc. Por isso é comum ver um botão do PayPal e PagSeguro nos sites desses programas.

## Requerimentos do sistema
Compatível com as seguintes versões de Windows:
- Windows 95
- Windows 98
- Windows NT
- Windows 2000
- Windows ME
- Windows XP
- Windows 2003
- Windows Vista
- Obs.: Compatível com versões 32 bits e 64 bits.

### Línguas suportadas
- Português do Brasil
- Português de Portugal
- Espanhol
- Italiano
- Francês
- Neerlandês
- Inglês
- Deficientes visuais

### Prêmios
O programa conquistou diversos prêmios e certificações ao longo dos anos, incluindo da Softpedia e do File Dudes.